# Bandeira de oração

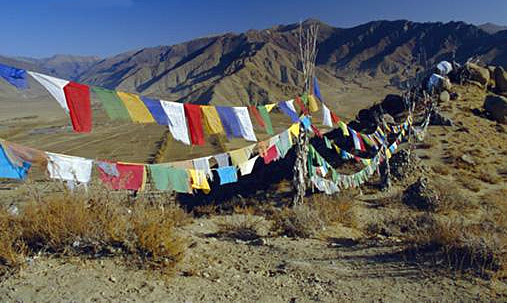
Bandeiras de oração Lung Ta no Nepal

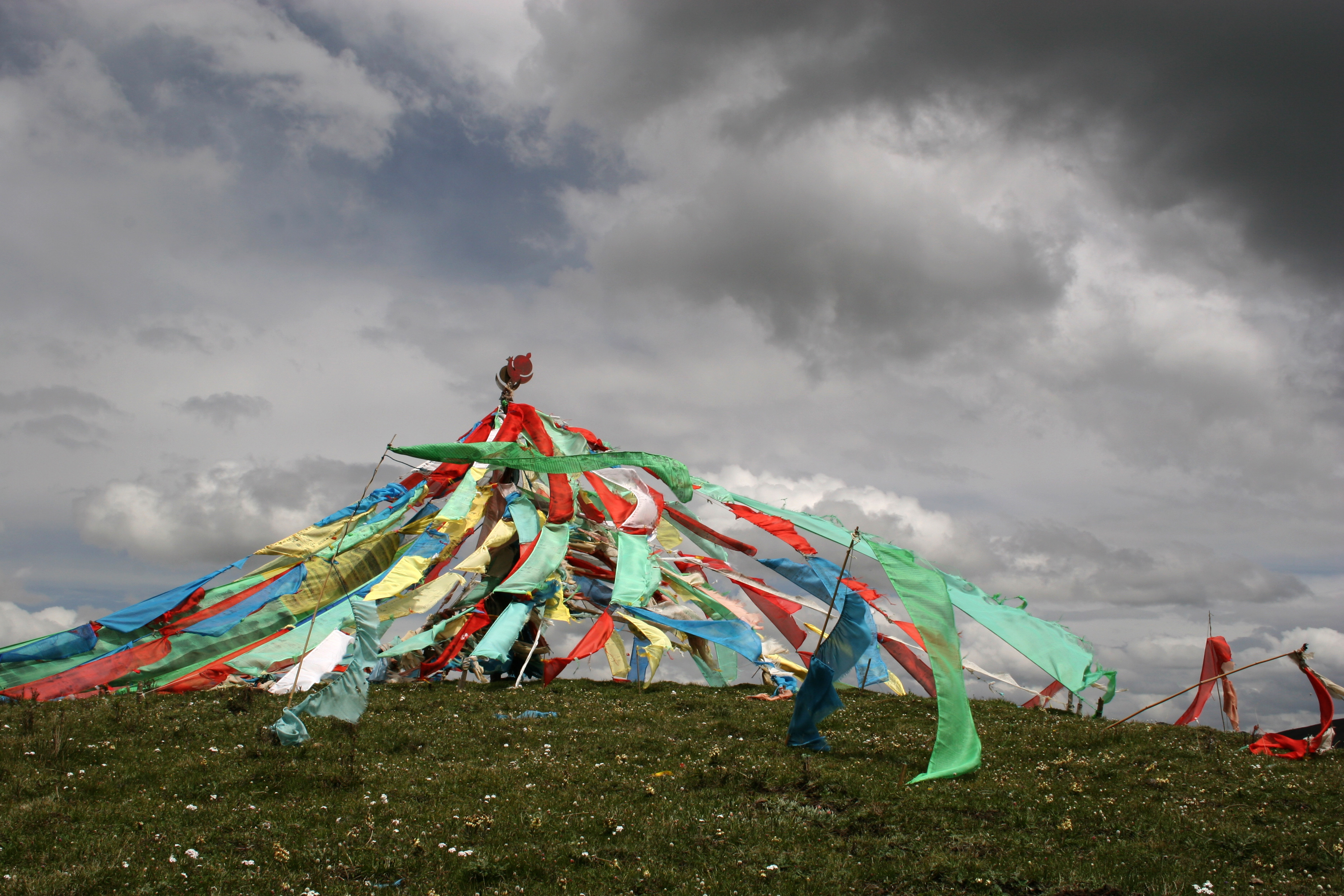
Bandeiras de oração nas Montanhas Qilian, China

Bandeiras de oração são bandeiras que contêm preces tibetanas escritas em seu pano, sendo tipicamente penduradas numa corda ou colocadas num mastro.
Existem dois tipos principais de bandeiras de oração: o Lung Ta ("cavalo de vento") e o Jur Dar ("oferenda a todos os seres"). Os crentes acreditam que o vento que passa pelas bandeiras carrega as bênçãos das orações impressas nos panos. Assim, os seres que o respiram tornam-se abençoados.

## Lung Ta
O Lung Ta, normalmente são oferecidas para auxiliar no espírito, sucesso e sorte dos seres. Nos quatro cantos da bandeira estão quatro animais místicos: o Leão da Neve, a Garuda, o Dragão e o Tigre, que representam quatro humanos e as quatro qualidades divinas de um ser humano elevado. Em seu centro, encontra-se um cavalo desenhado.
Quando os cavalos de vento tremulam com a brisa, suas preces e mantras são carregados na direção do céu com a intenção de beneficiar todos os seres sencientes.

## Jur Dar
São feitas para melhorar o mérito dos vivos e a saúde dos doentes com suas orações e mantras que crêem ser levados pelo vento a todos que precisam, inclusive pessoas que já faleceram. O Jur Dar apresenta textos como o Sutra da Liberação, mantras ou orações para longevidade.
As bandeiras contém mantras e orações escritas que, segundo a crença, são recitadas pelo vento e chegam a todos os seres. Crêem que estas bandeiras carregam boas intenções e levam benefícios para a cura, a paz  e o bem-estar. 
São geralmente postas em lugares onde há vento, como em topos de montanhas. Também são colocadas em casas e templos.
O Jur Dar envia as preces através do vento. Quanto mais vento soprar nas bandeiras, mais a prece terá sido repetida, abençoando e preenchendo o ambiente.

## Condições
Por causa da natureza sagrada das bandeiras, certas condições devem ser observadas:
- Bandeiras de prece não devem tremular abaixo do nível dos olhos, nem tocar o chão.
- Os dias auspiciosos para as bandeiras de prece serem hasteadas são o décimo dia seguinte à lua nova, o primeiro dia da lua cheia, ou o décimo ou vigésimo quinto dia lunar do mês.
- Em condições normais, a bandeira pode durar de dois a três anos. Quando danificada, deve ser enterrada ou queimada.